# Essex girl
Essex girls sind im britischen Englisch stereotyp promiske, junge Frauen, denen keine besondere Intelligenz zugeschrieben wird, die sehr auf materielle Vorteile bedacht sind. Es wird Bezug auf die nordöstlich von London gelegene Grafschaft Essex genommen.

## Entstehung
Erstmals erwähnt wurde der Begriff zum Ende des 19. Jahrhunderts, erhielt seine heutige Bedeutung jedoch erst in den späten 1980er Jahren. Eine wichtige Rolle bei der Bildung des Begriffes hat mutmaßlich das Konzept des Essex man in den frühen 1990er Jahren gespielt, das jedoch heute kaum Gebrauch findet. Der soziologische Hintergrund mit Bezug auf das County Essex kann man in der Migration nach dem Zweiten Weltkrieg aus London in die Region sehen. Die Entstehung von Schlafstädten sorgte für erhöhte soziale Mobilität und damit einen erhöhten Wohlstand in der Region. Mit dem Etablieren der konservativen Regierung unter Margaret Thatcher in den 1980er Jahren festigte sich das Bild des konservativen Essex man, der im aufstrebenden Finanzzentrum London arbeitete, der die in den Städten in Essex prägenden Arbeiterklasse verdrängte. Mit der Zeit wurden dessen Eigenschaften dann auf die Frauen übertragen.

## Nutzung
Der Begriff etablierte sich vor allem zu Beginn der 1990er Jahre als Beschreibung von aufstrebenden und sexuell offenen Frauen. Bis zum Beginn der 2010er Jahre wurde der Stereotyp in den Medien gefestigt. Auch war der Begriff bis 2020 im Oxford English Dictionary enthalten, wurde dann jedoch nach einer Kampagne aus diesem entfernt.